# 인도학
인도학(Indology), 인도 연구, 남아시아 연구는 인도 아대륙의 역사와 문화, 언어, 문학에 대한 학문적 연구로서 아시아 연구의 하위 집합이다.
인도학의 영단어 indology(독일어: Indologie)라는 용어는 종종 독일 학문과 관련이 있으며 영어권 아카데미보다 독일 및 유럽 대륙 대학의 학과 제목에서 더 일반적으로 사용된다. 네덜란드에서는 Indologie라는 용어를 사용하여 네덜란드 동인도에서 식민지 봉사를 준비하면서 인도 역사와 문화에 대한 연구를 지정했다.
고전 인도학에는 주로 산스크리트어 문학, 팔리어 및 타밀어 문학에 대한 언어 연구뿐만 아니라 다르마 종교(힌두교, 불교, 자이나교 등)에 대한 연구가 포함된다. 남아시아 연구의 일부 지역 전문 분야는 다음과 같다.
- 벵골어 연구 - 벵골의 문화와 언어에 대한 연구
- 드라비다학 – 남인도의 드라비다어족 연구
  - 타밀어 연구
- 파키스탄 연구
- 신드올로지(Sindhology) – 역사적 신드 지역에 대한 연구

일부 학자들은 고전 인도학을 현대 인도학과 구별하는데, 전자는 산스크리트어, 타밀어 및 기타 고대 언어 자료에 더 초점을 맞추고, 후자는 현대 인도와 인도의 정치 및 사회학에 중점을 둔다.

## 같이 보기
- 인도의 역사
- 인도 문화권
- 산스크리트어
- 지역 연구